# Chen Guan-ling
Chen Guan-ling (chinois : 陳冠伶), née le 29 janvier 2005, est une haltérophile taïwanaise.

## Carrière
Chen Guan-ling est championne d'Asie en mai 2023, puis championne junior d'Asie en juillet 2023 dans la catégorie des -55kg. Un mois plus, à l'âge de 18 ans, elle devient championne monde à Riyad avec un total de 203 kg (91kg à l'arraché / 112 kg en épaulé-jeté).